# Удмуртски језик
Удмуртски језик (удмурт кыл) је језик из пермске гране угрофинских језика. Њиме говори око 464.000 људи у Удмуртији и западним деловима Уралских планина у Русији. Од укупно 637.000 Удмурта за њих 72% ово је матерњи језик (податак из 2002). Године 1989. овај проценат је био 77%. У Казахстану око 15.000 људи говори удмуртски језик.
Комски језик му је најближи рођак.
Удмурски је аглутинативни језик са елементима деклинације. Има 15 падежа и не познаје граматички род.

## Алфабет
У 18. веку настало је удмуртско писмо засновано на ћирилици:
| А а | Б б     | В в     | Г г     | Д д     | Е е          | Ё ё     | Ж ж     | Ӝ ӝ     | З з     |
| --- | ------- | ------- | ------- | ------- | ------------ | ------- | ------- | ------- | ------- |
| []  | []      | []      | []      | [], []1 | []3, [], []2 | []3, [] | []      | []      | [], []1 |
| Ӟ ӟ | И и     | Ӥ ӥ     | Й й     | К к     | Л л          | М м     | Н н     | О о     | Ӧ ӧ     |
| []  | []3, [] | []      | [], []  | []      | [], []1      | []      | [], []1 | []      | []      |
| П п | Р р     | С с     | Т т     | У у     | Ф ф2         | Х х2    | Ц ц2    | Ч ч     |         |
| []  | []      | [], []1 | [], []1 | []      | []           | []      | []      | []      |         |
| Ӵ ӵ | Ш ш     | Щ щ2    | Ъ ъ     | Ы ы     | Ь ь          | Э э     | Ю ю     | Я я     |         |
| []  | []      | []      | []4     | []      | []           | []      | []3, [] | []3, [] |         |

- 1 палатализовано, када стоји испред я, е, и, ё, ю или ь.
- 2 само у позајмљеницама или именима.
- 3 палатализује [ʲ] гласове д, т, з, с, л и н.
- 4 немо, записује се да би се палатализовани сугласници ([]) разликовали од непалатализованих, када их прати [j] и самогласник, на пример: [] и [], пише се -зё- и -зъё-.

Четири слова (Ӝ ӝ, Ӟ ӟ, Ӥ ӥ, Ӵ ӵ) се појављују само у удмуртском алфабету.

## Примери речи
- - добродошли
- - село
- - један, два, три, четири, пет
- - десет
- - сто
- - вода